# Daniel Fernández Torres
Daniel Fernández Torres (Chicago, 27 de abril de 1964) é um clérigo norte-americano e bispo emérito de Arecibo.

## Biografia
Daniel Fernández Torres nasceu em Chicago em uma família porto-riquenha. Em Porto Rico, ele começou a estudar engenharia industrial antes de entrar no seminário. Foi ordenado sacerdote em 7 de janeiro de 1995, pelo Bispo Iñaki Mallona Txertudi, e estudou teologia dogmática de 1996 a 1998 na Pontifícia Universidade Gregoriana. Primeiro trabalhou como pároco e em 2000 tornou-se regente do seminário da Diocese de Arecibo, onde permaneceu até 2005. Fernández também foi membro do Conselho de Presbíteros da diocese.
O Papa Bento XVI nomeou-o em 14 de fevereiro de 2007 Bispo Auxiliar de San Juan de Puerto Rico e Bispo Titular de Sufes. O arcebispo de San Juan de Puerto Rico, Roberto Octavio González Nieves, OFM, o consagrou em 21 de abril do mesmo ano; os co-consagrantes foram Iñaki Mallona Txertudi CP, Bispo de Arecibo, e Ulises Aurelio Casiano Vargas, Bispo de Mayagüez.
Em uma carta de 2009 ao delegado apostólico de Porto Rico, Nieves recomendou que o Vaticano transferisse Fernández para uma diocese dos EUA em vez de nomeá-lo bispo de Arecibo. Nieves disse que Fernández causou “atrito” dentro da conferência episcopal de Porto Rico, demonstrou “rigidez” e raramente se socializou com padres da arquidiocese. Em 24 de setembro de 2010, foi nomeado Bispo de Arecibo.
Em 2014, a Congregação para a Doutrina da Fé anunciou que havia conduzido uma investigação sobre queixas de má conduta sexual contra Fernández e rejeitou as alegações. Fernández disse que as queixas foram motivadas pela oposição à sua perseguição de padres acusados de abuso sexual. Naquela época, ele havia removido seis de seus padres do ministério ativo. Em 2014, Fernández tentou negar na justiça o acesso dos investigadores do governo a informações adicionais sobre casos de abuso sexual, alegando que a diocese havia fornecido detalhes suficientes e temia que os investigadores revelassem as identidades daqueles que apresentavam queixas.
Em dezembro de 2020, em uma carta aberta, ele pediu ao novo governador de Porto Rico, Pedro Pierluisi, que interrompesse o processo de integração de gênero. Ele vê essa política como "guerra de classes sexual" e critica que, do seu ponto de vista, a "suposta libertação das mulheres está sendo transformada em uma luta contra a religião".
Fernández publicou uma declaração em 17 de agosto de 2021, afirmando que um católico poderia ter uma objeção de consciência⁣ a ⁣vacinação contra a COVID-19. Ele permitiu que padres e diáconos de sua diocese assinassem cartas de objeção de consciência se solicitados pelos paroquianos. Ele se recusou a assinar uma declaração conjunta de 24 de agosto de 2021 dos outros bispos de Porto Rico que afirmava um "dever ético de ser vacinado" contra a Covid-19. Também se recusou a assinar uma declaração conjunta dos bispos sobre a restrição da celebração de formas tradicionais da missa. Em algum momento durante a pandemia, Fernández foi convocado para comparecer ao Vaticano em Roma, mas se recusou a ir.

Em 1 de outubro de 2021, Fernández recebeu um pedido do Papa Francisco para renunciar ao cargo de bispo de Arecibo. Em 7 de dezembro de 2021, Fernández escreveu ao Cardeal Marc Ouellet, prefeito da Congregação para os Bispos, afirmando que
...oferecer minha renúncia seria o mesmo que declarar-me culpado de algo do qual sou conscientemente inocente, e implicaria tornar-me cúmplice de uma forma de proceder estranha à Igreja.
Na carta a Ouellet, Fernández solicitou confirmação por escrito do pedido de renúncia. Ele também solicitou uma lista das alegações contra ele, incluindo a quebra de comunhão com seus colegas bispos e a desobediência ao papa. Declarou-se inocente de todas as acusações, defendeu suas declarações e conduta sobre a vacina COVID-19 e declarou sua crença de que o desacordo sobre o assunto era "a pedra de toque que desencadeia toda essa controvérsia". Ele também declarou sua disposição de enviar seus seminaristas ao seminário interdiocesano de Porto Rico se o Vaticano quisesse.
Em 18 de janeiro de 2022, Fernández escreveu ao Papa Francisco, oferecendo-se para "esclarecer quaisquer dúvidas ou informações distorcidas que possam ter chegado até você" e afirmou que "desde o primeiro pedido de renúncia, solicitei que as razões para tal decisão me fossem apresentadas por escrito, mas nunca as recebi". Afirmou em sua carta ao papa que havia começado a transferir seus seminaristas da Espanha para o seminário interdiocesano em Porto Rico. Ele expressou apreço pela disposição do papa em recebê-lo pessoalmente, mas explicou que ainda não havia agendado tal encontro devido a sua responsabilidade de cuidar de seus pais idosos.
Em fevereiro de 2022, Fernández escreveu ao arcebispo Ghaleb Bader, o delegado apostólico em Porto Rico, afirmando que, por não receber justificativa suficiente para sua remoção, ele não renunciaria à sua sé. Em 7 de março, Fernández soube que sua remoção seria anunciada.

O Papa Francisco dispensou Fernández Torres da liderança da Diocese de Arecibo em 9 de março de 2022. No dia seguinte à sua remoção, ele reiterou sua posição e disse que se sentia "abençoado por sofrer perseguição e difamação". Ao mesmo tempo, Fernández Torres enfatizou sua lealdade à Igreja Católica e ao Papa, apesar de sua "perplexidade por uma arbitrariedade incompreensível". Posteriormente fez vários pedidos de um encontro com Francisco, que não foram respondidos.